# Zaaksvorming
Zaaksvorming is één de belangrijkste manieren waarop roerende zaken ontstaan. Bij zaaksvorming wordt uit een of meerdere zaken een nieuwe zaak gevormd (5:16.lid 1 BW)
Alle zaaksonderdelen (bestanddelen) vormen tezamen een (hoofd)zaak.
Tot een zaak behoort al datgene dat volgens de verkeersopvatting een onderdeel van een zaak uitmaakt en datgene dat zo hecht met de (hoofd)zaak is verbonden, dat het zonder beschadiging niet verwijderd kan worden. Een voorbeeld hiervan zijn bakstenen; bij de bouw van een huis worden deze zaken tot een nieuwe zaak (het huis), waarna de bakstenen niet meer weg te halen zijn zonder het huis te beschadigen.